# Primeira Divisão 1994/95
De Primeira Divisão 1994–1995 was de 61ste editie van de strijd in de hoogste afdeling van het Portugese betaald voetbal. Het seizoen ging van start op 21 augustus 1994 en eindigde op 28 mei 1995.  
Nieuwkomers waren FC Tirsense, União Leiria en GD Chaves. De drie clubs waren in het voorafgaande seizoen (1993/94) vanuit de Segunda Divisão de Honra naar de hoogste divisie gepromoveerd. SL Benfica was titelverdediger, FC Porto won de 14de landstitel uit de clubgeschiedenis. De ploeg onder leiding van de Engelse trainer-coach Bobby Robson leed slechts één nederlaag in 34 competitieduels. Topscorer was Hassan Nader van SC Farense met 21 treffers.

## Eindstand
| №  | Club              | WG | W  | G  | V  | DV | DT | +/– | Punten |
| -- | ----------------- | -- | -- | -- | -- | -- | -- | --- | ------ |
|    | FC Porto          | 34 | 29 | 4  | 1  | 73 | 15 | +58 | 62     |
| 2  | Sporting CP       | 34 | 23 | 9  | 2  | 59 | 21 | +38 | 55     |
| 3  | SL Benfica        | 34 | 21 | 5  | 8  | 60 | 30 | +30 | 47     |
| 4  | Vitória Guimarães | 34 | 16 | 10 | 8  | 54 | 43 | +11 | 42     |
| 5  | SC Farense        | 34 | 16 | 5  | 13 | 44 | 38 | +6  | 37     |
| 6  | União Leiria      | 34 | 13 | 10 | 11 | 41 | 44 | –3  | 36     |
| 7  | CS Marítimo       | 34 | 12 | 11 | 11 | 41 | 45 | –4  | 35     |
| 8  | FC Tirsense       | 34 | 14 | 6  | 14 | 35 | 34 | +1  | 34     |
| 9  | Boavista          | 34 | 12 | 8  | 14 | 40 | 49 | –9  | 32     |
| 10 | Sporting Braga    | 34 | 11 | 10 | 13 | 34 | 42 | –8  | 32     |
| 11 | SC Salgueiros     | 34 | 11 | 7  | 16 | 43 | 50 | –7  | 29     |
| 12 | Belenenses        | 34 | 10 | 7  | 17 | 30 | 39 | –9  | 27     |
| 13 | Gil Vicente       | 34 | 7  | 13 | 14 | 30 | 40 | –10 | 27     |
| 14 | GD Chaves         | 34 | 10 | 7  | 17 | 33 | 49 | –16 | 27     |
| 15 | Estrela Amadora   | 34 | 6  | 14 | 14 | 27 | 40 | –13 | 26     |
| 16 | União Madeira     | 34 | 7  | 10 | 17 | 30 | 54 | –24 | 24     |
| 17 | SC Beira-Mar      | 34 | 8  | 5  | 21 | 33 | 54 | –21 | 21     |
| 18 | Vitória Setúbal   | 34 | 3  | 13 | 18 | 25 | 45 | –20 | 19     |

## Statistieken

### Topscorers
- In onderstaand overzicht zijn alleen de spelers opgenomen met tien of meer treffers achter hun naam.

| №  | Naam               | Club          | Goals | Pen. | Duels | Gem. |
| -- | ------------------ | ------------- | ----- | ---- | ----- | ---- |
| 1  | Hassan Nader       | SC Farense    | 21    | 3    |       |      |
| 2  | Domingos Paciência | FC Porto      | 19    | 2    |       |      |
| 3  | Marcelo            | FC Tirsense   | 17    | 3    |       |      |
| 4  | Artur              | Boavista      | 16    | 4    |       |      |
| 5  | Edmilson           | SC Salgueiros | 15    | 1    |       |      |
| 6  | Edinho             | GD Chaves     | 14    | 4    |       |      |
| 6  | Isaías             | SL Benfica    | 14    | 0    |       |      |
| 8  | Paulo Alves        | CS Marítimo   | 13    | 1    |       |      |
| 9  | Nélson Bertolazzi  | União Leiria  | 12    | 0    |       |      |
| 10 | Alex Bunbury       | CS Marítimo   | 11    | 0    |       |      |
| 11 | Andrzej Juskowiak  | Sporting CP   | 10    | 0    |       |      |